# C+ Cléo
Pour les articles homonymes, voir Cléo (homonymie).
C+ Cléo était une émission de télévision française pour la jeunesse diffusée sur Canal+ du 3 septembre 1997 au 22 décembre 1999.
Sa présentatrice virtuelle, Cléo, provient de l'émission antérieure Cyber Flash.

## Programmes diffusés
- Achille Talon
- Bob Morane
- Capitaine Star
- Grand-Mère est une Sorcière
- Kablam
- La Guerre des Planètes
- Le Prince d'Atlantis
- Les Dieux de l'Olympe
- Lupo Alberto